# Blocul cilindrilor

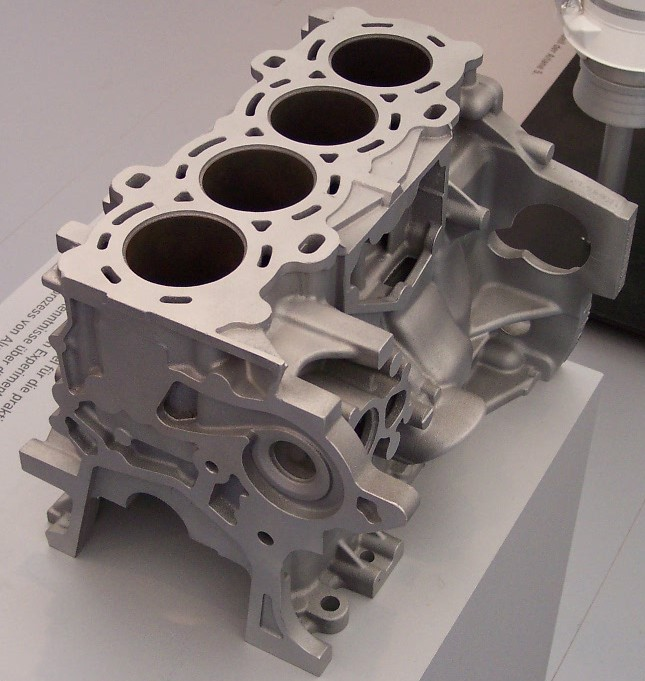
Bloc cilindri din aluminiu, răcire cu lichid

Bloc cilindri, racire cu lichid de motor-V8

Materialul din care este făcut blocul cilindrilor poate fi fonta cenușie turnată când cilindrii sunt demontabili, sau din fontă aliată la motoarele cu cilindri turnați monobloc (fac corp comun cu blocul) sau poate fi aliaj de aluminiu turnat. La turnare sunt prevăzute spații speciale pentru îmbinarea celorlalte componente ale motorului. Locașurile blocului cilindrilor sunt locașurile interioare ale cilindrilor. Când motorul din construcție este cu răcire cu lichid, în partea superioară al blocul, prin turnare se află spațiu de răcire direct sau canalele de răcire indirectă ale cilindrilor. Când răcirea motorului este cu aer, blocului îi sunt adăugate prin turnare nervuri exterioare care măresc suprafața de răcire a acestuia. Pentru reducerea greutății blocului, acestuia îi mai sunt adăugate tot prin turnare lame de întărire sau și chiar pentru reducerea zgomotului în locurile necesare.
În partea superioară a blocului cilindrilor se montează chiulasa, în partea inferioară carterul când blocul este despărțit de carter. Prin construcție în blocul cilindrilor poate fi jumătatea locașului de susținere al arborelui cotit, iar în carter cealaltă jumătate.
La motoarele unde arborele cu came este montat în blocul cilindrilor, blocul este prevăzut cu locașuri pentru arborele cu came. Construcția este folosită de obicei la motoare în „V” mai mari de camioane, vaporașe etc., folosind acest spațiu, care altfel ar fi un spațiu pierdut.
Există două aranjări ale cilindrilor, utilizate obișnuit la automobile: cu cilindri în linie și cu cilindri în V. Motorul în linie are un singur rând de cilindri, dispuși vertical deasupra carterului și care sunt aliniați cu lagărele principale ale arborelui cotit. Motoarele în V au două rânduri de cilindri, dispuși la 60o sau la 90o. Unele motoare mici de avion, cu 6 cilindri au cilindri opuși orizontal.

## Blocul-carter
La motoarele pentru autovehicule de putere mică și mijlocie, blocul cilindrilor și carterul superior constituie o piesă unică numită bloc-carter. Soluția constructivă bloc-carter este avantajoasă deoarece prin eliminarea suprafeței de îmbinare dintre blocul cilindrilor și carter se micșorează numărul operațiilor tehnologice de prelucrare mecanică și se mărește rigiditatea carcasei, ceea ce permite construcția cu pereți mai subțiri deci cu o masă și un consum de metal mai reduse. Masa redusă reprezintă o cerință fundamentală pentru blocul-carter. Fiind supus acțiunii unor forțe și momente variabile de valoare ridicată, blocul-carter trebuie să realizeze o rezistență înaltă și rigiditate sporită la o masă redusă, rigiditatea având un rol deosebit în creșterea durabilității liniei de lagăre, arborelui cotit, cuzineților de bielă, cilindrilor, pistoanelor, segmenților.
Blocul-carter se execută mai ales din fontă, prin turnare. Când blocul-carter este prevăzut cu cilindri demontabili se execută dintr-o fontă mai ieftină, fontă cenușie de tipul Fc 200 sau Fc 250, eventual Fc 300. Când cilindrii sunt nedemontabili se utilizează fontă de calitate sau fontă ușor aliată. Grosimea minimă a pereților, de 5...8 mm, este limitată de posibilitățile de turnare. Se execută și blocuri-carter din aliaje de aluminiu care prezintă ca avantaje principale: densitate redusă, conductibilitate termică ridicată, rezistență la uzare corozivă, prelucrabilitate prin așchiere cu viteze mari. Soluția avantajoasă pentru confecționarea blocului-carter din aliaj de aluminiu este turnarea sub presiune.

## Bloc cu cilindri demontabili sau cu cilindri nedemontabili
Blocul cu cilindri demontabili prezintă mai multe avantaje:
- este posibilă confecționarea cilindrilor demontabili dintr-un material de calitate superioară cu rezistență înaltă la uzură și utilizarea unui material mai ieftin pentru bloc;
- simplificarea turnării blocului de cilindri și reducerea rebuturilor;
- menținerea în serviciu a blocului de cilindri și în cazul uzării sau defectării unei singure cămăși de clindru;
- reducerea tensiunilor termice ale cilindrului întrucât nu este limitată dilatarea lui în direcția axială;
- înlocuirea ușoară, în exploatare, a cilindrilor demontabili uzați.

Blocul cu cilindri nedemontabili are costul fabricației și montajului mai redus, în schimb, are o construcție mai complicată care înlesnește apariția unor tensiuni interne, după turnare, datorită vitezelor diferite și duratelor inegale de răcire a pereților interiori și exteriori. În plus, în timpul funcționării apar tensiuni termice mari datorită gradientului de temperatură axial și radial.